# Edu Dracena
Edu Dracena (* 18. Mai 1981 in Dracena, São Paulo; voller Name Eduardo Luís Abonízio de Souza) ist ein ehemaliger brasilianischer Fußballspieler, der auch die italienische Staatsbürgerschaft besitzt.

## Karriere

### Verein
Edu Dracena begann seine Karriere 1995 als Jugendspieler beim Guarani FC aus Campinas. Dort absolvierte er 1999 auch sein erstes Spiel als Fußballprofi. Danach lieh sich Olympiakos Piräus in der Saison 2002/03 Edu Dracena für eine halbe Saison aus, aber er kam nur sporadisch zu Einsätzen (fünf Ligaspiele). Nach dem kurzen europäischen Gastspiel kehrte er zum Guarani FC zurück; diese transferierten ihn zur Saison 2003 zu Cruzeiro Belo Horizonte. Bei Cruzeiro feierte er 2003 den Gewinn der brasilianischen Meisterschaft und des brasilianischen Pokals. Im selben Jahr wurde er in das Golden Team Südamerikas gewählt.

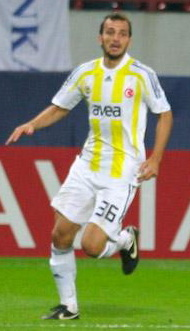
Edu Dracena in Aktion im Fenerbahçe-Dress (2007)

Ende Sommer 2006 wechselte er für 5,7 Millionen Euro Ablöse erneut über den Atlantik, diesmal zum türkischen Traditionsclub Fenerbahçe Istanbul. Dort unterschrieb er einen Vierjahresvertrag. Gleich in seinem ersten Jahr wurde er türkischer Meister. Am 19. Mai 2007 schoss er für Fenerbahçe das 500. Tor gegen den Stadtrivalen Galatasaray und feierte gleichzeitig seine Tor-Premiere für Fenerbahçe. Sein Vertrag wurde zu Beginn der Saison 2009/10 aufgelöst, Fenerbahçe SK hatte zu viele ausländische Spieler unter Vertrag und musste sich wegen der Ausländerregelung in der Süper Lig von Edu trennen. Außerdem war er verletzt.
Daraufhin kehrte Edu Dracena zurück in seine Heimat nach Brasilien und wechselte Ende September 2009 zum FC Santos. Dort unterschrieb er einen Vertrag bis zum 31. Dezember 2012. In der Saison 2010 gewann er mit der Mannschaft den brasilianischen Pokal. Ihm gelang ein wichtiger Treffer im Finalrückspiel. 2011 gewann er mit Santos die Copa Libertadores, den wichtigsten Titel im südamerikanischen Vereinsfußball.
Zur Saison 2015 wechselte Dracena zu Corinthians São Paulo. Mit dem Klub konnte er in dem Jahr die Série A 2015 gewinnen (16 Spiele, zwei Tore). Im Folgejahr wechselte er erneut. Dracena ging zum Ligakonkurrenten Palmeiras São Paulo. Nachdem er mit dem Klub 2016 und 2018 die Meisterschaft gewinnen konnte, beendete er am Jahresende 2019 seine aktive Laufbahn bei dem Klub.

### Nationalmannschaft
Nachdem er bereits für die U20- und U23-Nationalmannschaft gespielt hatte, wurde er 2003 auch in die brasilianische A-Nationalmannschaft berufen und war ein Teil des Kaders von Brasilien im Confed-Cup 2003, er bestritt jedoch im Turnier kein einziges Spiel. Sein erstes Länderspiel in der Seleção erfolgte erst am 20. Mai 2004 im Freundschaftsspiel gegen Frankreich. Während Carlos Dunga der Nationaltrainer von Brasilien war, gehörte Edu Dracena stetig in den erweiterten Kader der Seleção. Edu Dracena bestritt insgesamt drei A-Länderspiele.

### Berater
Bei Palmeiras erhielt Edu Dracena im Dezember 2019 einen Vertrag als technischer Berater. Auf der neuen Position arbeitet der ehemalige Verteidiger direkt mit den Spielern und dem Trainerstab zusammen.
Im Oktober 2021 nahm er dann ein Angebot von Santos an, die dortige Fußballabteilung zu leiten. Nach dem Achtelfinal-Aus in Copa Sudamericana 2022 trat er im Juli 2022 von seinem Posten zurück.

## Erfolge
- Brasilianische Nationalmannschaft
  - U-20-Südamerikameisterschaft: 2001
  - Turnier von Toulon: 2002

- Cruzeiro Belo Horizonte
  - Brasilianischer Pokalsieger: 2003
  - Brasilianischer Meister: 2003
  - Berufung in das Golden Team Südamerikas: 2003
  - Staatsmeisterschaft von Minas Gerais: 2003, 2004, 2006

- Fenerbahçe Istanbul
  - Türkischer Meister: 2007
  - Türkischer Supercupsieger: 2007

- FC Santos
  - Staatsmeisterschaft von São Paulo: 2010, 2011, 2012
  - Brasilianischer Pokalsieger: 2010
  - Copa Libertadores: 2011

- Corinthians
  - Brasilianischer Meister: 2015

- Palmeiras
  - Brasilianischer Meister: 2016, 2018